# Cathy Tyson
Catherine "Cathy" Tyson (Londres, 12 de junho de 1965) é uma atriz britânica de teatro, cinema e televisão.

## Biografia
Nascida em Kingston-upon-Thames, em Londres, seu pai era um barrister trinidadense, e sua mãe uma assistente social inglesa. Mudou-se com a família para Liverpool quando tinha apenas dois anos. Já adolescente passou a representar no Everyman Youth Theatre. Concluiu o secundário aos dezessete anos e ingressou na carreira artística Everyman Theatre, logo integrando o elenco da Royal Shakespeare Company, em 1984.
Seu filme de estreia, Mona Lisa, é também o mais importante de sua filmografia. Ali interpretou uma prostituta de luxo exótica por sua tez negra, ao lado de Bob Hoskins e Michael Caine. A partir de então tem atuado em séries da televisão do Reino Unido, vencendo um Bafta em 2022 pelo telefilme Help.
Possui um filho, Jack, nascido do seu primeiro matrimônio, em 1988. Vive em Tufnell Park, Londres.